# Coalición Cívica (Polonia)
Coalición Cívica (en polaco: Koalicja Obywatelska; abreviado como KO) es una alianza política en Polonia. La alianza se formó en torno a Plataforma Cívica, principal partido de oposición al partido nacional conservador Ley y Justicia (PiS).

## Historia
La Coalición Cívica fue creada originalmente por los partidos Plataforma Cívica y Moderna para las elecciones locales de 2018. En junio de 2019, se anunció que la Coalición Cívica participaría en las elecciones parlamentarias polacas de 2019 y Plataforma Cívica y Moderna formarían un grupo parlamentario conjunto. Los Verdes anunciaron a finales de julio de 2019 que participarán en las elecciones como parte de la Coalición. En agosto de 2019, el Movimiento por la Autonomía de Silesia y otras organizaciones miembros del Acuerdo Electoral de Silesia se unieron a la Coalición.
En las elecciones locales de 2018, la Coalición Cívica obtuvo el 26,97% de los votos (segundo lugar después de Ley y Justicia), obteniendo 194 escaños. En 8 voivodatos obtuvo el mejor resultado y en Pomerania la mayoría de los escaños. A la coalición le fue peor en las elecciones de powiat y alcalde. En la primera vuelta, entre 11 candidatos de la Coalición Cívica ganaron las elecciones para alcaldes de ciudades (incluido Rafał Trzaskowski en Varsovia). Además, 15 candidatos de la Coalición Cívica pasaron a la segunda vuelta, de los cuales 8 resultaron elegidos. Los candidatos de la Coalición Cívica fueron elegidos presidentes de 19 ciudades, mientras que en cuatro quedó en segundo lugar, detrás del partido conservador nacional Ley y Justicia.
El comité ha mostrado resultados electorales más sólidos en las grandes ciudades, como Varsovia, Poznan, Gdansk, Breslavia, Lodz y Cracovia. En Polonia Oeste y Norte (Territorios Polacos Recuperados) se obtuvieron resultados mejores que la media. En el Voivodato de Opole, la Coalición Cívica recibió un gran apoyo entre la minoría alemana. Sin embargo, tiene un apoyo más débil en las aldeas y en la conservadora Polonia oriental.
En las elecciones parlamentarias de 2019, la Coalición recibió la mayoría de sus votos en las principales ciudades (como en las elecciones locales de 2018) y sus alrededores.
Después de que las encuestas a pie de urna para las elecciones parlamentarias de 2023 mostraran que KO había obtenido un segundo puesto lo suficientemente fuerte como para desbancar al partido gobernante Ley y Justicia, el líder de KO, Donald Tusk, dijo: “He sido político durante muchos años. Soy un atleta. Nunca en mi vida me había sentido tan feliz por haber conseguido aparentemente el segundo puesto. Polonia ganó. La democracia ha ganado".

## Ideología
La Coalición Cívica es una coalición atrapalotodo, que está formada por partidos políticos que ocupan posiciones políticas desde el centro izquierda hasta el centro derecha. Los medios y académicos también han descrito la coalición como de centro izquierda, centrista, y centro derecha. Las posiciones de la coalición en cuestiones sociales van desde el progresismo hasta la democracia cristiana. Está orientado principalmente hacia los principios del liberalismo, y tiene como objetivo proteger la democracia liberal en Polonia. Apoya la membresía de Polonia en la Unión Europea y la OTAN.